# Черватто
Черватто (італ. Cervatto, п'єм. Cervat) — муніципалітет в Італії, у регіоні П'ємонт, провінція Верчеллі.
Черватто розташоване на відстані близько 570 км на північний захід від Рима, 100 км на північ від Турина, 70 км на північ від Верчеллі.
Населення — 49 осіб (2014).
Щорічний фестиваль відбувається 16 серпня. Покровитель — святий Рох.

## Демографія
Населення за роками:

Станом на 1 січня 2023 року в муніципалітеті офіційно проживали 4 іноземці з 3 країн, серед них 4 громадяни країн Євросоюзу.

## Сусідні муніципалітети
- Кравальяна
- Фобелло
- Росса